# Кузнецов, Борис Львович
Борис Львович Кузнецов (1914—1941) — лейтенант Рабоче-крестьянской Красной Армии, участник советско-финской и Великой Отечественной войны, Герой Советского Союза (1940).

## Биография
Борис Кузнецов родился в 1914 году в городе Малин (ныне — Житомирская область Украины). Окончил пять классов школы и вечернюю школу. В 1934 году Кузнецов был призван на службу в Рабоче-крестьянскую Красную Армию. Окончил курсы младших лейтенантов. Участвовал в боях советско-финской войны, будучи старшиной роты 93-го отдельного сапёрного батальона 62-й стрелковой дивизии 13-й армии Северо-Западного фронта.
22 февраля 1940 года Кузнецов участвовал в бою за финский командный пункт у села Мутаранто. Весь день пехота пыталась штурмом взять вражеский дот, но всякий раз с большими потерями была вынуждена отойти. Совместно с командиром сапёрного взвода лейтенантом Федорчуком Кузнецов, дождавшись темноты, собрали группу добровольцев и, несмотря на исключительно тяжёлые условия, успешно подорвали дот гранатами. 23 февраля 1940 года благодаря образовавшейся в результате уничтожения этого дота дыре в финской обороне советские войска вышли в тыл противника и захватили восемнадцать других дотов.
Указом Президиума Верховного Совета СССР от 7 апреля 1940 года за «отвагу и мужество, проявленные в боях с белофиннами» старшина Борис Кузнецов был удостоен высокого звания Героя Советского Союза с вручением ордена Ленина и медали «Золотая Звезда» за номером 504.
Участвовал в боях Великой Отечественной войны, в звании лейтенанта командовал взводом, ротой. 22 сентября 1941 года Кузнецов погиб в бою под Черниговом.